# Annie-Claude Thériault
Pour les articles homonymes, voir Thériault.
Annie-Claude Thériault, née le 1er décembre 1978 à Ottawa (Canada), est une écrivaine québécoise, auteure de nouvelles et de romans. Elle écrit des nouvelles et des romans d'atmosphères dans un style d'écriture parfois poétique. Elle s'intéresse particulièrement à l'univers des individus isolés dont le destin est marqué par leur filiation et leur famille.

## Biographie
Annie-Claude Thériault naît le 1er décembre 1978 à Ottawa.
Elle écrit sa première nouvelle Celles qui ne vous laissent pas de place alors qu'elle est étudiante au Cégep de l'Outaouais, ce qui lui vaut d'être lauréate du concours littéraire Critère, qui vise à reconnaître des jeunes auteurs dans le milieu collégial, en 1997. Son premier roman Quelque chose comme une odeur de printemps, reçoit le prix des lecteurs Radio-Canada 2013 et son deuxième roman Les filles de l'Allemand le prix Antonine-Maillet Acadie-Vie 2017.
Elle fait des études de philosophie et de lettres françaises à l'Université d'Ottawa (Canada) et à l'Université de Caen (France). Elle obtient une maîtrise en philosophie (2004) à l'Université du Québec à Montréal (UQAM). Elle enseigne depuis 2005 la philosophie au Collège Montmorency (cégep) à Laval.
Ses parents sont d'origine acadienne et les récits de ses deux derniers Les filles de l'Allemand et Les Foley sont principalement situés quelque part dans l'Acadie du nord du Nouveau-Brunswick.

## Publications

### Romans
- 2012 : Quelque chose comme une odeur de printemps, Ottawa, Éditions David,  (ISBN 9782895972655)
- 2016 : Les filles de l'Allemand, Montréal, Éditions Marchand de feuilles,  (ISBN 9782923896595)
- 2019 : Les Foley, Montréal, Éditions Marchand de feuilles,  (ISBN 9782923896977)

### Nouvelles et poésie
- 2015 : « L'abattoir », En route magazine Air Canada, mai.
- 2015 : « L'été qui s'efface, dans « Dialogue de l'œil », éditions Neige-Galerie.
- 2016 : « L'oubli », dans Des noces de bois, éditions Vent d'ouest.
- 2019 : « et je sais que c'est toi », Revue Ancrages, automne 2019, no21 Acadie24.
- 2021 : « Mille », Lettres québécoises, printemps 2021, no180.

### Autres
- 2008 : Éthique et politique, la société en questions, (avec Pierre Després), Montréal, Les Éditions CEC.
- 2019 : « Annie-Claude Thériault dans l'univers de Jean-Marc Dalpé : La tique, le dépanneur et Kerouac». Revue Les Libraires, numéro 115[7].

## Prix et distinctions
- 1997 Concours littéraire Critère, Celles qui ne vous laissent pas de place (lauréate)
- 1999 Concours littéraire des étudiants Basse-Normandie, France, D'entes et d'entailles (6e prix)
- 2000 prix littéraire Antonine-Maillet Acadie-vie, Essai, Maison sur pilotis (lauréate)[8]
- 2001 Prix littéraire de l'Ambassade de France, Les yeux qu'elle n'a pas (2e prix)
- 2013 prix littéraire Jacques-Poirier—Outaouais, Quelque chose comme une odeur de printemps (lauréate)[9]
- 2013 prix des lecteurs Radio-Canada, Quelque chose comme une odeur de printemps (lauréate)[10]
- 2014 Prix jeunes auteurs 18-35 ans Outaouais, L'oubli (lauréate)
- 2015 prix littéraires Radio-Canada de la nouvelle, L'abattoir (lauréate)[11]
- 2017 Mention spéciale au prix France-Acadie, Les filles de l'Allemand
- 2017 prix littéraire Antonine-Maillet Acadie-Vie, Les filles de l'Allemand (lauréate)[12]
- 2018 Prix Éloizes, Artiste de l'Acadie du Québec (lauréate)
- 2020 Prix littéraire Jacques-Poirier, Les Foley (lauréate)[13]
- 2020 Grand Prix du livre de Montréal, Les Foley (Sélection du Jury)[14]
- 2023 Concours de nouvelles XYZ, La dernière tarte (lauréate)[15]

### Invitée d'honneur
- Salon du livre de Toronto, 2013[16]
- Salon du livre de Dieppe, 2013[17]
- Salon du livre de Montréal, 2013[18]
- Festival acadien de la poésie, 2016[19]
- Salon du livre de la Péninsule acadienne, 2017[20]